# Сидорчук Михайло Юрійович
Сидорчук Михайло Юрійович (4 серпня 1951, м. Тирасполь, МРСР)  — український політик. 

## Біографія
Народився 04 серпня 1951 року у місті Тирасполь, Молдова. Українець.

## Освіта
Закінчив Тираспольський державний педагогічний інститут імені Т.Шевченка  у1973 році, учитель математики і фізики. До 1977 року працював учителем.

## Кар`єра
1977 - 1986 рр. -  на комсомольській і партійній роботі. 
1986 - 1994 рр. -  завідувач, організатор інструкторського відділу, Конотопського райвиконкому. Народний депутат у Конотопській районній раді.
1994 - 1998 рр. -  помічник - консультант народного депутата України.
З березня 1998 року по квітень 2002 року - народний депутат України 3-го скликання від ПСПУ, N 11 в списку, багатомандатний загальнодержавний виборчий округ. Член ПСПУ, обраний від Прогресивної соціалістичної партії України травень 1998 року по лютий 2000 року. 
Секретар Комітету з питань державного будівництва та місцевого самоврядування. На час виборів -  помічник - консультант народний депутат України (м.Конотоп).
Член тимчасової спеціальної комісії ВР України з питань дотримання органами державної влади і місцевого самоврядування та їх посадовими особами, Центральною виборчою комісією норм виборчого законодавства під час підготовки і проведення виборів Президента України з травня 1999 року.
У 2002 році був представником виборчого блоку політичних партій «Блок Наталії Вітренко» в ЦВК. 
Був головою Донецької обласної організації ПСПУ, заступник голови Київської міської організації ПСПУ, член президії ПСПУ, заступник голови ПСПУ.